# Mater verborum

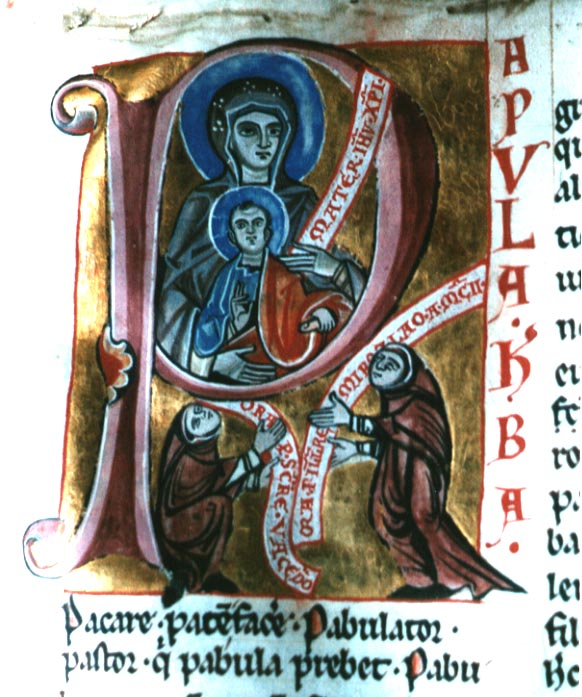
Dekorowany incipit jednej ze stron praskiego manuskryptu Mater verborum

Mater verborum (także glossæ Salomonis) – łaciński słownik, almanach wiedzy.
Jego rdzeń został napisany w IX wieku przez opata klasztoru w Sankt Gallen i biskupa Konstancji Salomona III. Dzieło stało się dość popularne w Europie, do współczesności zachowało się przynajmniej 16 kopii rękopiśmiennych wykonanych między X a XV wiekiem.
Egzemplarz przechowywany w Bibliotece Muzeum Narodowego w Pradze (sygnatura X A 11) zyskał znaczenie dla kultury czeskiej ze względu na bogatą iluminację oraz dużą ilość czeskich glos. Datowanie tego rękopisu i glos na XIII wiek jest podważane, niektórzy autorzy uważają go za XIX-wieczne fałszerstwo, jako że jego odkrywcą był Václav Hanka, czeski pisarz i językoznawca, a przy tym postać znana jako twórca kilku mistyfikacji, m.in. Rękopisu królowodworskiego i Rękopisu zielonogórskiego.